# Santi Surós i Forns
Santi Surós i Forns (Barcelona, 1909 - Barcelona, 1982) fou un pintor català, i un dels principals impulsors del Saló de Maig. Va compaginar els seus estudis de pintura a la Llotja amb estudis formals de magisteri, medicina i filosofia. Va obtenir una beca del Cercle Maillol per formar-se a París. Formà part del Grup Lais. Els seus treballs contenen una forta densitat de color. Va exposar per tot Espanya i per diversos països d'Europa i Amèrica. Hi ha obra seva conservada a museus com la Biblioteca Museu Víctor Balaguer, el Museu Abelló de Mollet del Vallès, la Frick Collection, el Museu d'Art Modern de París, Berna i el Museu d'Art Contemporani de Madrid.

## Premis i reconeixements
- 1950 - Menció de Paisatge i Llavaneres, Barcelona, 1950.[4]
- 1955 - premi de dibuix en l'exposició El Arte y el Deporte
- 1957 - Primer premi de pintura al IV Saló de Jazz de Barcelona